# 金鶴泳
金 鶴泳（きん かくえい、キム・ハギョン、김학영、Kim Hak Young、1938年9月14日 - 1985年1月4日）は、日本の小説家。本名は金 廣正（キム・クァンジョン）。吃音者・在日朝鮮人二世という苦悩の中、独自の世界を描いた。

## 経歴
1938年、群馬県多野郡新町（現：高崎市新町）に8人きょうだいの長男生まれる。群馬県立高崎高等学校、東京大学工学部工業化学科卒業。東京大学大学院化学系研究科博士課程中退。
1966年、「凍える口」で文藝賞受賞。以後作家活動に入る。「冬の光」「鑿」「夏の亀裂」「石の道」の四作が芥川龍之介賞候補作となる。1972年に国籍を朝鮮から韓国に変更し、『統一日報』のコラムを担当した。
1985年、群馬県多野郡新町の自宅にてガス自殺。享年46。

## 著作
- 『凍える口』河出書房新社、1970年
- 『金鶴泳集』河出書房新社、1972年
- 『あるこ-るらんぷ』河出書房新社、1973年
- 『石の道』河出書房新社、1974年
- 『鑿』文藝春秋、1978年
- 『郷愁は終り、そしてわれらは』新潮社、1983年
- 『金鶴泳作品集成』作品社、1986年
- 『金鶴泳作品集』1-2, クレイン、2004-2006年
- 『〈在日〉文学全集6金鶴泳』勉誠出版、2006年